# نل هادسون
نل رز هادسون (به انگلیسی: Nell Rose Hudson) (زاده ۱۹ نوامبر ۱۹۹۰) یک هنرپیشه انگلیسی است. او بیشتر برای ایفای نقش شخصیت لیوری مکنزی در مجموعه تلویزیونی درام غریبه، و همچنین دوشیزه اسکرت در مجموعه تلویزیونی بریتانیایی شبکهٔ آی‌تی‌وی، تحت عنوان ویکتوریا شناخته شده‌است.